# Llista d'estacions de Ferrocarrils de la Generalitat de Catalunya
A continuació es troba una llista d'estacions de Ferrocarrils de la Generalitat de Catalunya.
| ESTACIÓ                                | LÍNIES | CONNEXIONS | P.M.R.              | ZONA | UBICACIÓ                                     |
| -------------------------------------- | ------ | ---------- | ------------------- | ---- | -------------------------------------------- |
| A                                      |        |            |                     |      |                                              |
| Abrera                                 |        |            | Estacció accessible | 3B   | Abrera                                       |
| Àger                                   |        |            | Estacció accessible | 2    | Àger                                         |
| Aeri de Montserrat                     |        |            | Estacció accessible | 4Z   | Collbató                                     |
| Alcoletge                              |        |            | Estacció accessible | 1    | Alcoletge                                    |
| Almeda                                 |        |            | Estacció accessible | 1    | Cornellà de Llobregat                        |
| Av. Tibidabo                           |        |            | Estacció accessible | 1    | Barcelona                                    |
| B                                      |        |            |                     |      |                                              |
| Baixador de Vallvidrera                |        |            | Estacció accessible | 1    | Vallvidrera (Barcelona)                      |
| Balaguer                               |        |            | Estacció accessible | 1    | Balaguer                                     |
| La Beguda                              |        |            | Estacció accessible | 4C   | La Beguda Alta (Sant Llorenç d'Hortons)      |
| Bellaterra                             |        |            | Estacció accessible | 2C   | Bellaterra (Cerdanyola del Vallès)           |
| La Bonanova                            |        |            | Estacció accessible | 1    | Via Augusta, La Bonanova (Barcelona)         |
| C                                      |        |            |                     |      |                                              |
| Can Feu-Gràcia                         |        |            | Estacció accessible | 2C   | Sabadell                                     |
| Can Parellada                          |        |            | Estacció accessible | 4C   | Can Parellada (Masquefa)                     |
| Can Ros                                |        |            | Estacció accessible | 2B   | Sant Vicenç dels Horts                       |
| Capellades                             |        |            | Estacció accessible | 5C   | Capellades                                   |
| Carretera de les Aigües                |        |            |                     | 1    | Barcelona                                    |
| Castellbell i el Vilar                 |        |            | Estacció accessible | 5E   | El Burés (Castellbell i el Vilar)            |
| Cellers-Llimiana                       |        |            | Estacció accessible | -    | Castell de Mur                               |
| Colònia Güell                          |        |            | Estacció accessible | 2B   | Colònia Güell (Santa Coloma de Cervelló)     |
| Cornellà-Riera                         |        |            | Estacció accessible | 1    | Cornellà de Llobregat                        |
| La Creu Alta                           |        |            | Estacció accessible | 2    | Sabadell                                     |
| E                                      |        |            |                     |      |                                              |
| Europa \| Fira                         |        |            | Estacció accessible | 1    | L'Hospitalet de Llobregat                    |
| F                                      |        |            |                     |      |                                              |
| La Floresta                            |        |            | Estacció accessible | 2C   | La Floresta (Sant Cugat del Vallès)          |
| Les Fonts                              |        |            | Estacció accessible | 3C   | Les Fonts (Terrassa)                         |
| G                                      |        |            |                     |      |                                              |
| Gerb                                   |        |            | Estacció accessible | -    | Os de Balaguer                               |
| Gornal                                 |        |            | Estacció accessible | 1    | L'Hospitalet de Llobregat                    |
| Gràcia                                 |        |            | Estacció accessible | 1    | Vila de Gràcia (Barcelona)                   |
| Guàrdia de Tremp                       |        |            | Estacció accessible | -    | Castell de Mur                               |
| H                                      |        |            |                     |      |                                              |
| Hospital General                       |        |            | Estacció accessible | 2C   | Sant Cugat del Vallès                        |
| L'Hospitalet - Av. Carrilet            |        |            | Estacció accessible | 1    | L'Hospitalet de Llobregat                    |
| I                                      |        |            |                     |      |                                              |
| Igualada                               |        |            | Estacció accessible | 6B   | Igualada                                     |
| Ildefons Cerdà                         |        |            | Estacció accessible | 1    | L'Hospitalet de Llobregat                    |
| M                                      |        |            |                     |      |                                              |
| Magòria - la Campana                   |        |            | Estacció accessible | 1    | Barcelona                                    |
| Manresa-Alta                           |        |            | Estacció accessible | 6C   | Manresa                                      |
| Manresa-Baixador                       |        |            | Estacció accessible | 6C   | Manresa                                      |
| Manresa-Viladordis                     |        |            | Estacció accessible | 6C   | Manresa                                      |
| Martorell-Central                      |        |            | Estacció accessible | 3B   | Martorell                                    |
| Martorell-Enllaç                       |        |            | Estacció accessible | 3B   | Martorell                                    |
| Martorell Vila \| Castellbisbal        |        |            | Estacció accessible | 2B   | Martorell                                    |
| Masquefa                               |        |            | Estacció accessible | 4C   | Masquefa                                     |
| Mira-sol                               |        |            | Estacció accessible | 2C   | Mira-sol (Sant Cugat del Vallès)             |
| Molí Nou \| Ciutat Cooperativa         |        |            | Estacció accessible | 1    | Sant Boi de Llobregat                        |
| Monistrol de Montserrat                |        |            | Estacció accessible | 4A   | Monistrol de Montserrat                      |
| Muntaner                               |        |            | Estacció accessible | 1    | Sant Gervasi de Cassoles (Barcelona)         |
| O                                      |        |            |                     |      |                                              |
| Olesa de Montserrat                    |        |            | Estacció accessible | 3B   | Olesa de Montserrat                          |
| P                                      |        |            |                     |      |                                              |
| Pàdua                                  |        |            | Estacció accessible | 1    | Barcelona                                    |
| El Palau                               |        |            | Estacció accessible | 2B   | La Colònia del Palau (St Andreu de la Barca) |
| Palau de Noguera                       |        |            |                     | -    | Tremp                                        |
| Pallejà                                |        |            | Estacció accessible | 2B   | Pallejà                                      |
| Peu del Funicular Vallvidrera-Inferior |        |            |                     | 1    | Barcelona                                    |
| Piera                                  |        |            | Estacció accessible | 4C   | Piera                                        |
| Pl. Catalunya                          |        |            | Estacció accessible | 1    | Barcelona                                    |
| Pl. Espanya                            |        |            | Estacció accessible | 1    | Barcelona                                    |
| Pl. Molina                             |        |            | Estacció accessible | 1    | Barcelona                                    |
| Les Planes                             |        |            | Estacció accessible | 1    | Les Planes (Barcelona)                       |
| La Pobla de Claramunt                  |        |            | Estacció accessible | 5C   | La Pobla de Claramunt                        |
| La Pobla de Segur                      |        |            | Estacció accessible | -    | La Pobla de Segur                            |
| Provença                               |        |            | Estacció accessible | 1    | Barcelona                                    |
| El Putxet                              |        |            | Estacció accessible | 1    | Barcelona                                    |
| Q                                      |        |            |                     |      |                                              |
| Quatre Camins                          |        |            | Estacció accessible | 2B   | Sant Vicenç dels Horts                       |
| R                                      |        |            |                     |      |                                              |
| Estació de Reina Elisenda              |        |            | Estacció accessible | 1    | Barcelona                                    |
| Rubí                                   |        |            | Estacció accessible | 2C   | Rubí                                         |
| S                                      |        |            |                     |      |                                              |
| Sabadell Nord                          |        |            | Estacció accessible | 2    | Sabadell                                     |
| Sabadell Parc del Nord                 |        |            | Estacció accessible | 2    | Sabadell                                     |
| Sabadell Plaça Major                   |        |            | Estacció accessible | 2    | Sabadell                                     |
| Salàs de Pallars                       |        |            | Estacció accessible | -    | Salàs de Pallars                             |
| Sant Andreu de la Barca                |        |            | Estacció accessible | 2B   | Sant Andreu de la Barca                      |
| Sant Boi                               |        |            | Estacció accessible | 1    | Sant Boi de Llobregat                        |
| Sant Cugat Centre                      |        |            | Estacció accessible | 2C   | Sant Cugat del Vallès                        |
| Sant Esteve Sesrovires                 |        |            | Estacció accessible | 3B   | Sant Esteve Sesrovires                       |
| Sant Gervasi                           |        |            | Estacció accessible | 1    | Sarrià - Sant Gervasi (Barcelona)            |
| Sant Joan                              |        |            | Estacció accessible | 2C   | Sant Cugat del Vallès                        |
| Sant Josep                             |        |            | Estacció accessible | 1    | L'Hospitalet de Llobregat                    |
| Sant Llorenç de Montgai                |        |            | Estacció accessible | -    | Camarasa                                     |
| Sant Quirze                            |        |            | Estacció accessible | 2C   | Sant Quirze del Vallès                       |
| Sant Vicenç dels Horts                 |        |            | Estacció accessible | 2B   | Sant Vicenç dels Horts                       |
| Sant Vicenç - Castellgalí              |        |            |                     | 5E   | Sant Vicenç de Castellet                     |
| Santa Coloma de Cervelló               |        |            | Estacció accessible | 2B   | Santa Coloma de Cervelló                     |
| Santa Linya                            |        |            | Estacció accessible | -    | Les Avellanes i Santa Linya                  |
| Sarrià                                 |        |            | Estacció accessible | 1    | Sarrià - Sant Gervasi (Barcelona)            |
| T                                      |        |            |                     |      |                                              |
| Térmens                                |        |            | Estacció accessible | 2    | Térmens                                      |
| Terrassa Estació del Nord              |        |            | Estacció accessible | 3    | Terrassa                                     |
| Terrassa Nacions Unides                |        |            | Estacció accessible | 3    | Terrassa                                     |
| Terrassa-Rambla                        |        |            | Estacció accessible | 3C   | Terrassa                                     |
| Tremp                                  |        |            | Estacció accessible | -    | Tremp                                        |
| Les Tres Torres                        |        |            | Estacció accessible | 1    | Les Tres Torres                              |
| U                                      |        |            |                     |      |                                              |
| Universitat Autònoma                   |        |            | Estacció accessible | 2C   | Cerdanyola del Vallès                        |
| V                                      |        |            |                     |      |                                              |
| Vallbona d'Anoia                       |        |            | Estacció accessible | 5C   | Vallbona d'Anoia                             |
| Valldoreix                             |        |            | Estacció accessible | 2C   | Sant Cugat del Vallès                        |
| Vallfogona de Balaguer                 |        |            | Estacció accessible | 2    | Vallfogona de Balaguer                       |
| Vallparadís Universitat                |        |            | Estacció accessible | 3    | Terrassa                                     |
| Vallvidrera-Superior                   |        |            |                     | 1    | Barcelona                                    |
| Vilanova de la Barca                   |        |            | Estacció accessible | 2    | Vilanova de la Barca                         |
| Vilanova de la Sal                     |        |            | Estacció accessible | 2    | Les Avellanes i Santa Linya                  |
| Vilanova del Camí                      |        |            | Estacció accessible | 6B   | Vilanova del Camí                            |
| Volpelleres                            |        |            | Estacció accessible | 2C   | Sant Cugat del Vallès                        |

## Estacions de funiculars i telefèrics
| ESTACIÓ             | LÍNIES | CONNEXIONS | PMR                 | ZONA | UBICACIÓ     |
| ------------------- | ------ | ---------- | ------------------- | ---- | ------------ |
| Esparreguera        |        |            | Estacció accessible | 3B   | Esparreguera |
| Gelida Baixador     |        |            |                     |      | Gelida       |
| Gelida Inferior     |        |            |                     |      | Gelida       |
| Gelida Superior     |        |            |                     |      | Gelida       |
| Monistrol Vila      |        |            | Estacció accessible |      |              |
| Montserrat-Monestir |        |            | Estacció accessible |      |              |
| Santa Cova          |        |            |                     |      |              |
| Sant Joan           |        |            |                     |      |              |

## Estacions en construcció o programades
| ESTACIÓ                          | LÍNIES | CONNEXIONS | ZONA | UBICACIÓ                   |
| -------------------------------- | ------ | ---------- | ---- | -------------------------- |
| Castellar del Vallès             |        |            | 3    | Castellar del Vallès       |
| Hospital Clínic                  |        |            | 1    | Barcelona                  |
| Cornellà-Salines                 |        |            | 1    | Cornellà de Llobregat      |
| Eulàlia d'Anzizu                 |        |            | 1    | Barcelona                  |
| Francesc Macià                   |        |            | 1    | Barcelona                  |
| Finestrelles \| Sant Joan de Déu |        |            | 1    | Barcelona                  |
| Gràcia                           |        |            | 1    | Vila de Gràcia (Barcelona) |
| Pedralbes                        |        |            | 1    | Barcelona                  |
| Pla de la Bruguera               |        |            | 3    | Castellar del Vallès       |
| Sabadell-Rambla                  |        |            | 2C   | Sabadell                   |